# Liste der Kreisstraßen im Landkreis Vorpommern-Rügen
Die Liste der Kreisstraßen im Landkreis Vorpommern-Rügen ist eine Auflistung der Kreisstraßen im Landkreis Vorpommern-Rügen, Mecklenburg-Vorpommern.

## Abkürzungen
- K: Kreisstraße in einem Nachbarlandkreis
- L: Landesstraße
- NVP: Kreisstraße im Altkreis Nordvorpommern
- RÜG: Kreisstraße im Altkreis Rügen

## Nummernvergabe
Die Kreisstraßen im Landkreis Vorpommern-Rügen wurden bis jetzt nicht auf ein einheitliches Nummernschema umgestellt. Vielmehr haben die Kreisstraßen in den Teilkreisen Nordvorpommern und Rügen ihre bisherigen Nummern behalten. Vor diesen tragen sie jetzt die Kürzel NVP bzw. RÜG.

## Liste
Nicht vorhandene bzw. nicht nachgewiesene Kreisstraßen werden in Kursivdruck gekennzeichnet, ebenso Straßen und Straßenabschnitte, die unabhängig vom Grund (Herabstufung zu einer Gemeindestraße oder Höherstufung) keine Kreisstraßen mehr sind.
Der Straßenverlauf wird in der Regel von Nord nach Süd und von West nach Ost angegeben.

### Altkreis Nordvorpommern
| Nr. NVP | Verlauf |
| ------- | --- |
| NVP 1   | L 21 in Dierhagen – Neuhaus – L 21 – Körkwitz – NVP 2 in Ribnitz-Damgarten                                         |
| NVP 2   | L 22 in Ribnitz-Damgarten – NVP 1 – – Kückenshagen – Saal – NVP 3 – Neuendorf – L 211                              |
| NVP 3   | NVP 2 in Saal – Hessenburg – Bartelshagen II – L 211 – Lüdershagen – – Langenhanshagen – NVP 4 in Trinwillershagen |
| NVP 4   | in Wiepkenhagen – Trinwillershagen – NVP 3 – Neuenlübke – Neuenrost – Schlemmin – L 18/L 22                        |
| NVP 5   | L 191 – Kuhlrade – Rookhorst – Brünkendorf – L 182 in Alt Guthendorf                                               |
| NVP 6   | L 22 in Ahrenshagen-Daskow – Prusdorf – Gruel – Camitz – L 18 in Plennin                                           |
| NVP 7   | L 182 in Carlsruhe – Neu Steinhorst – Dammerstorf – L 19                                                           |
| NVP 8   | L 18 in Semlow – Forkenbeck – L 23 in Eixen                                                                        |
| NVP 9   | L 19 in Langsdorf – Breesen – L 23                                                                                 |
| NVP 10  | Barhöft – Solkendorf – Klausdorf – L 213                                                                           |
| NVP 11  | L 213 – Altenpleen – Preetz – Schmedshagen – NVP 26 – L 213                                                        |
| NVP 12  | L 22 in Gremersdorf – Vorland – Quitzin – in Grimmen                                                               |
| NVP 13  | Tribsees – L 19 – Fäsekow – Deyelsdorf – NVP 14 – Grammendorf – Zarnekow – L 26/L 27 in Glewitz                    |
| NVP 14  | Kirch Baggendorf – Brönkow – NVP 13 – Keffenbrink – Nehringen – Rodde – L 27 in Langenfelde                        |
| NVP 16  | in Abtshagen – Wittenhagen – NVP 17 – Hildebrandshagen – L 30 in Sundhagen                                         |
| NVP 17  | in Brandshagen – Wüstenfelde – Ahrendsee – NVP 18 – Groß Behnkenhagen – NVP 16                                     |
| NVP 18  | NVP 17 in Ahrendsee – Engelswacht – L 30 in Sundhagen                                                              |
| NVP 19  | L 30 in Bremerhagen – Horst – Wendorf – Kirchdorf –                                                                |
| NVP 20  | L 30 – Kaschow – Neuendorf – in Griebenow                                                                          |
| NVP 21  | L 26 in Rakow – Kreisgrenze – (VG 100 im Landkreis Vorpommern-Greifswald)                                          |
| NVP 24  | (DBR 24 im Landkreis Rostock) – Kreisgrenze – L 23 in Böhlendorf                                                   |
| NVP 25  | L 21 – Zingst – L 21                                                                                               |
| NVP 26  | NVP 11 – Groß Kedingshagen – in Stralsund                                                                          |

### Altkreis Rügen
| Nr. RÜG | Verlauf                                                                |
| ------- | ---------------------------------------------------------------------- |
| RÜG 1   | Putgarten – L 30 in Altenkirchen                                       |
| RÜG 2   | Dranske – Starrvitz – L 30                                             |
| RÜG 3   | L 30 in Parchow – Lobkevitz – Neu Lobkevitz – Breege – L 30            |
| RÜG 5   | Neuenkirchen – Zessin – Neuendorf – Silenz – L 30                      |
| RÜG 6   | Rappin – RÜG 7 – L 301 in Ramitz                                       |
| RÜG 7   | RÜG 6 – Lüßmitz – Gnies – Ralswiek –                                   |
| RÜG 8   | Gager – L 292                                                          |
| RÜG 9   | Waase auf Ummanz – Mursewiek – Varbelvitz – Dubkevitz – L 30 in Gingst |
| RÜG 10  | L 29 in Putbus – Lauterbach                                            |
| RÜG 11  | L 30 – Güttin – /L 291 in Teschenhagen                                 |
| RÜG 12  | L 30 in Samtens – L 29 in Poseritz                                     |
| RÜG 13  | L 29 – Neparmitz – Puddemin – L 30                                     |
| RÜG 14  | – L 301 in Bergen auf Rügen                                            |
| RÜG 15  | /L 301 in Bergen auf Rügen – Güstelitz – L 29 in Putbus                |
| RÜG 16  | in Zirkow – Viervitz – Posewald – L 29 in Lonvitz                      |
| RÜG 18  | Stedar – Buschvitz – Zittvitz – Tetel –                                |